# Actumer
Actumer (en llatí: Cattumerus) era un cabdill de la tribu germànica dels cats, ancestre del rei dels queruscs Itàlic (a través de la seva mare). És esmentat per Tàcit als seus Annals. Estrabó l'anomena Ucromer, però segurament és el mateix cabdill.